# Madarász-tigrispapagáj
A Madarász-tigrispapagáj (Psittacella madaraszi) a papagájalakúak (Psittaciformes) rendjébe, a szakállaspapagáj-félék (Psittaculidae) családjába, és azon belül a tigrispapagáj-formák (Psittacellinae) alcsaládjába tartozó faj.

## Elnevezése
A fajt Madarász Gyula ornitológus és festőművész tiszteletére nevezték el.

## Előfordulása
Indonézia és Pápua Új-Guinea területén honos.

## Alfajai
- P. m. madaraszi
- P. m. huonensis
- P. m. hallstromi
- P. m. major